# Нерон
Вижте пояснителната страница за други личности с името Нерон.
Нерон Клавдий Цезар Август Германик (на латински: Nero Claudius Caesar Augustus Germanicus), по рождение – Луций Домиций Ахенобарб (лат. Lucius Domitius Ahenobarbus), известен под името Нерон, е римски император между 54 и 68 година, последният от Юлиево-Клавдиевата династия.
Личността на Нерон най-често е свързван с тирания и екстравагантност. Той е известен както с редица убийства, включително и тези на майка си и доведения си брат, така също и като императора, който „свири, докато Рим изгаря“. Пак той започва първите масови гонения на християните. Неговото управление се характеризира с прахосничество и популизъм. През 68 г. военен преврат сваля Нерон от престола. Пред заплахата от убийство, той се самоубива на 9 юни 68 г. 
Мнението за Нерон се основава на оцелели източници от времето на неговото управление: Тацит, Светоний и Дион Касий, малко от които го представят в благоприятна светлина. Някои източници обаче, включително и посочените по-горе, го описват като император, който е популярен сред простолюдието, особено на изток. Някои съвременни историци поставят под съмнение достоверността на древните източници, при отчитане на тираничните актове на Нерон.

## Произход
Бъдещият император Нерон принадлежи по рождение към древния плебейски род на Домициите, който се дели на две семейства – Калвини и Ахенобарби. Прозвището на вторите (в превод от латински червенобради), към които принадлежи и Нерон, се свързва с легендата за срещата на представител на фамилията с Кастор и Полукс, носещи съобщение за римската победа в битката при Регилското езеро. Като доказателство за своята божественост, те докосват косата на Домиций и тя незабавно става от черна – червена и този признак завинаги остава в неговите потомци.
Прадядото на Нерон, Гней Домиций Ахенобарб, се опитва да даде под съд Юлий Цезар, обвинявайки го за злоупотреба. Дядо му, Луций Домиций Ахенобарб е известен военачалник от времето на император Август, удостоен с триумф, консул през 16 пр.н.е., като същата година получава патрициански статус съгласно закона на Сений. Неговият син, бащата на бъдещия император Нерон, Гней Домиций Ахенобарб е консул през 32 г. и през 28 г., по заповед на Тиберий, се жени за 13-годишната внучка на Август, Агрипина Младша.

## Детство
Луций Домиций, първото дете на Гней Домиций и Агрипина, се ражда на 15 декември 37 г., в Анциум (съвр. Анцио, Италия), близо до Рим, малко след възкачването на Калигула, родният брат на майката на Нерон, Агрипина. Голяма част от времето си тя прекарва в двора на брат си. Императорът е много близък със своите сестри, особено с по-голямата, Юлия Друзила. Като причина за това отношение на Калигула към сестрите му, част от древните източници посочват техните интимни отношения.
Бракът на Агрипина не се явява пречка за живота, който води, тъй като по това време, малолетният Луций, заедно със своя баща, който е почти 30 години по-възрастен от майка му, живеят във вила между Анциум и Рим. През 38 г. умира любимата сестра на Калигула, Юлия Друзила.
На следващата година, когато Луций е само на 3-годишна възраст, от воднянка умира баща му. Същата година майка му губи благоразположението на брат си – императора, и е изпратена в изгнание.  Калигула конфискува наследството на Луций и го изпраща да бъде отгледан от своята леля Домиция Лепида, която е майка на Валерия Месалина, третата съпруга на Клавдий.
От Луций Домиций не се очаква да стане император, тъй като вуйчо му Калигула е станал император на 25 години и има достатъчно време да има наследник. В началото на 41 г. обаче Калигула, жена му Цезония и тяхната малка дъщеря Юлия Друзила са убити. Това довежда на власт Клавдий, чичото на Калигула. Той позволява на Агрипина да се върне от изгнание.
След като през 48 г. Месалина е екзекутирана от Клавдий, през 49 г. той се жени за четвърти път – за Агрипина, майката на Луций. На следващата година тя кара Клавдий да осинови сина ѝ в ущърб на правата на неговия собствен син и официален наследник – Британик. Така Луций приема името Нерон Клавдий Цезар Друз Германик. Тъй като Нерон е по-голям от Британик, това го прави първи по линията на наследяване на властта.
През 53 г. Нерон се жени за своята доведена сестра Клавдия Октавия. На следващата година умира Клавдий и седемнадесетгодишният Луций, приемайки името Нерон Клавдий Цезар Август Германик, е обявен за император на 13 октомври 54 г. По-късно става ясно, че Клавдий е отровен от Агрипина.
 Така Нерон става най-младият император до това време Възпитанието му е поверено на преторианския префект Бур и на философа Сенека.

## Първи години на управление
Нерон започва своето управление умерено и консервативно, обещавайки на Сената повече власт. В началото той забранява на другите да се отнасят по въпроси, свързани с нормативни актове, за което е похвален от Сената. По това време той е известен с това, че прекарва времето си по таверни и публични домове. Тайните му забавления включвали среднощни обиколки по улиците на Рим в компанията на различни безделници: с тях залавяли безпомощни пияници, които подхвърляли върху плащ или извършвали побои и изнасилвания на случайни минувачи. Когато след един такъв случай самият Нерон пострадал, той спрял да излиза без скрита охрана от преторианци.

### Вътрешна политика
През 55 г. Нерон поема по-активна роля като администратор. За периода от 55 до 60 г. той е четири пъти консул. През това време някои древни историци се изказват положително за него, за разлика от по-късното му управление. Аврелий Виктор отбелязва похвалата на Траян за първите пет години от управлението на Нерон.
По времето на Нерон са наложени ограничения върху размерите на глобите. Таксите за адвокатите също са ограничени. След като бирниците са обвинени, че са твърде жестоки към бедните, Нерон прехвърля събирането на данъците към комисионери. Когато започват брожения, че бедните са прекалено много облагани с данъци, Нерон се опитва да премахне всички косвени данъци.  Сенатът го обвинява, че това ще доведе страната до банкрут. Като компромис данъците са намалени от 4,5% на 2,5%. Освен това е заповядано тайните държавни данъчни архиви да станат публични. За да се намалят цените на храните, търговските кораби са освободени от данъци. Подражавайки на гърците, Нерон построява няколко гимназиона, театри и нов амфитеатър. Провеждат се и големи гладиаторски борби
Има дискусия в Сената за това дали може патроните да отнемат свободата на освободени от робство граждани. Нерон поддържа освободените и казва, че патроните нямат такова право. През 61 г. след като градският префект на Рим – Педаний Секунд е убит от свой роб, Сенатът се опитва да прокара закон, според който за престъплението на един роб се наказват всички роби в даденото домакинство. Въпреки бунта на народа Нерон решава да подкрепи Сената и организира екзекуциите на 400 роби, засегнати от закона.

### Нерон и Агрипина
В първите години на своето управление, като много млад, императорът се намира напълно под влиянието на Агрипина, Сенека и Бур. Стига се дотам, че Агрипина изразява желание да стои редом до императора на официални церемонии и само намесата на Сенека спасява Нерон от този позор.
През 55 г. младият Нерон за първи път се опълчва срещу волята на Агрипина. Сенека и Бур са недоволни от пълното влияние на Агрипина над императора и между бившите съюзници настава разкол. В това време Нерон се сближава с бившата робиня Клавдия Акта. Виждайки, че Нерон е заинтересован от нея, Бур и Сенека всячески се стараят да поддържат тази връзка, разчитайки чрез нея да влияят на Нерон.
Агрипина не е добре настроена срещу любовницата на сина си и публично се кара на Нерон за това, че има връзка с бивша робиня. Започва да плете интриги, канейки се да обяви Британик за законен император. Нейният план обаче не успява. На 12 февруари 55 г. Британик умира – според официалната версия поради епилептичен припадък, но древните автори твърдят, че е отровен от Нерон.
През 58 г. Нерон се сближава с Попея Сабина – благородна, умна и красива представителка на римския нобилитет. По това време тя е омъжена за Отон, приятел на Нерон и бъдещ император. Агрипина вижда в нея опасна съперница в борбата за власт и се опитва с всички сили да върне Нерон към Клавдия Октавия или дори към Клавдия Акта. Нерон успява да достигне до развод между Попея и Отон и незабавно изпраща последния да заеме длъжността наместник в Лузитания. Когато Попея забременява през 62 г., Нерон се развежда с Октавия, обвинявайки я в безплодие и след 12 дни се жени за Попея.
В края на 58 г. тръгват слухове, че Агрипина се опитва да отстрани сина си от власт и иска да я предаде на Гай Рубелий Плавт, син на Юлия Ливия, дъщеря на Ливила и оттам пряк потомък на Тиберий. Разбирайки за това, Нерон решава да убие Агрипина. Той се опитва да я отрови на 3 пъти, но оставя настрани тези си опити, като разбира, че тя взема териак (противоотрова). Праща бивш роб да я заколи и даже се опитва да събори отгоре ѝ стените на стаята, в която спи. Въпреки това тя успява да избегне смъртта. През март 59 г. в Баий (съвр. Бая, Италия) Нерон ѝ предлага да направи разходка с кораб, който трябвало да се разбие по пътя. Агрипина едва ли не единствена успява да се спаси и да доплува до брега. В яда си Нерон заповядва открито да я убият. Агрипина, виждайки войника, разбира участта си и моли да я промуши в корема, давайки да се разбере, че се разкайва, че е родила такъв син. Нерон изгаря тялото ѝ още същата нощ. На Сената изпраща съчинено от Сенека послание, в което се казва, че Агрипина се опитала да го убие и се самоубила. Сенатът поздравява Нерон с избавлението и нарежда да се извършат молебствия. По-късно императорът разрешава на робите си да поставят праха ѝ в скромна гробница в Мизен (днес част от Неапол).
По-късно Нерон неведнъж признава, че образът на майка му го преследва в сънищата му. За да се избави от нейния призрак, той даже извиква персийски магове. Има легенди, че дълго преди Нерон да стане император, халдеи предсказали на Агрипина, че синът ѝ ще стане император, но ще стане и причина за смъртта ѝ. Нейният отговор бил „Нека умра, щом той ще властва“.
По-късно заточва и екзекутира жена си Октавия, а 3 години след това умъртвява с ритник в корема и бременната си нова жена Попея (65).

## Външна политика
Във външната политика Нерон предпочита мира и се ограничава да задържи по-рано завоюваните граници. Неговото царуване включва Римо-партската война (58 – 63 г.), въстанието на кралица Боудика в Британия от 60 – 61 г., и началото на първата Римо-еврейска война (66 – 70), въстанието на зилотите.
При управлението на Нерон, римляните продължават да налагат властта си в източна Мизия и постепенно напредват към делтата на р. Дунав. Прокарани са римски пътища в Тракия. Около 63 г. на полуостров Крим е изпратен флот и войска в помощ на съюзното на Рим Боспорско царство срещу сарматите. Според Светоний Нерон е имал желанието да имитира Александър Македонски и е планирал поход на изток и към северното Черноморие, въпреки че липсват доказателства за подготовката за такъв поход. Междувременно южните граници на римски Египет са обезпокоени от нубийската владетелка Кандака, но тази война остава само периферен конфликт.

### Римо-Партска война
Войната между Рим и Партското царство през 58 – 63 г. се разгаря в Армения – буферна държава между двете империи, стремящи се да утвърдят влиянието си в региона.
Скоро след качването на Нерон на трона, във васалното на Рим партско царство, е свалено римското протеже Радамист и е поставен начело арменският принц Тиридат. Това се възприема като партско нападение над Римската империя. Реакцията на Нерон е адекватна – той веднага изпраща военни части в региона. За проконсул на Азия, Галатия и Кападокия е назначен отличилият се още при Клавдий в Германия военачалник Гней Домиций Корбулон. Партите временно отстъпват контрола над Армения на Рим. Мирът не продължава дълго и през 58 г. отново избухва война. Партите нахлуват в Армения, но Корбулон ги отблъсква още същата година. Тиридат отстъпва и отново Армения попада под контрола на Рим. Тигран, благородник от Кападокия, израснал в Рим, става новият владетел на Армения.
През 62 г. Тигран нахлува в партската провинция Адиабене. Партската държава започва да подготвя нападение срещу римската провинция Сирия. Корбулон се опитва да убеди Нерон да продължи войната, но императорът избира да сключи мирно споразумение.
В резултат в Рандея е сключено съглашение – партският претендент Тиридат I става арменски цар, но като васал на императора. Съгласно уговорката през 66 г. Тиридат лично пристига в Рим, където на великолепно организирана тържествена церемония е коронясан от самия Нерон, под акламациите на народа и войската. Новият арменски цар е обявен за приятел на Рим и получава богати дарове. Нерон затваря портите в храма на Янус – знак, че в цялата империя е установен мир.
Нерон отбелязва мирното споразумение с триумф, въпреки че не са завзети нови територии. Мирът, сключен през 63 г., се счита за политическа победа на Нерон, която увеличава авторитета му. Тази война прави Нерон много популярен в източните провинции. Условията за мира с партите се спазват повече от 50 години – докато Траян не нахлува в Армения през 114 г.

### Въстанието в Британия
Вторият сериозен военен конфликт, който става по времето на Нерон, е въстанието на владетелката на ицените Боудика в неотдавна присъединените към Римската империя земи на Британия. Нейният съпруг Прасутаг, известен с огромните си богатства, в завещанието си посочва за наследници императора и двете си дъщери, разчитайки, че така царството му ще бъде запазено от насилие. Но става обратното – ветераните от римската армия започват да разграбват царството, дъщерите на царя са обезчестени, жена му унижена, а имуществото на всички видни ицени е отнето. Ицените се вдигат на въстание, като привличат и племето на тринобантите.
Рим губи контрола над голяма част от провинцията. Нерон дори обмисля да изостави Британия, но все пак в провинцията са изпратени войски. Въстанието е потушено от Гай Светоний Павлин, който в периода 58 – 62 е наместник в Британия с ранг пропретор. Жертвите от страна на племената са 80 000 души.
Трябва да се отбележи, че Нерон и съветниците му много грамотно подбират хората на ключови позиции в държавата, преследвайки целта си да я укрепят. Наместници в различни погранични провинции са личности, оказвали в бъдеще значително влияние върху римската история. Така освен Корбулон, Квадрат и Павлин, по времето на Нерон значими роли са отредени на Сервий Сулпиций Галба, Гай Юлий Виндекс, Луций Вергиний Руф, Марк Салвий Отон, Тит Флавий Веспасиан.
Именно Веспасиан е изпратен през 67 г. от Нерон да потуши юдейското въстание, избухнало година по-рано в Юдея. Въстанието е потушено след смъртта на Нерон, през 70 г. Назначението на Веспасиан може да се счита ключово за съдбата на империята, тъй като след самоубийството на Нерон, източните легиони обявяват Веспасиан за император в Сирия и оттам той се отправя на поход към Рим.

## Втора половина на управлението
Поведението на Нерон се променя в началото на 60-те години. През 62 г. умира многогодишният наставник на Нерон – преторианският префект Бур и на негово място е назначен Тигелин, който подхранва прищевките и изпълнява всички хрумвания на императора, и е готов на всичко, за да му се хареса. По това време Сенека окончателно загубва влиянието си в управлението и се оттегля. Започва период на деспотия и произвол. Повторно обвинение в злоупотреба е предявено на Сенека и този път му се налага да спре да се занимава с държавни дела. Заточена и убита е бившата жена на Нерон – Октавия. Започват процеси за оскърбяване на величието. В резултат на тези процеси са убити много хора, в т.ч. и стари политически противници на Нерон – Палант, Рубелий Плавт, Феликс Сула. Според Светоний „той убива вече без мяра и разбор на кого е угодно и за какво е угодно“.
Заедно с това Нерон започва постепенно да се отдалечава от управлението на страната. Интересите му се съсредоточават към изкуството и забавленията. Дори самият той се изявява като артист, нещо, което гражданите считат за позор и приемат с присмех и негодувание.
Нерон се отдава на безбройни развратни увлечения и римляните с ужас и презрение го виждат да се явява на сцената, да пее и декламира стихове с драматични жестове и лира в ръка. Заобиколен от разпусната тълпа, той прекарва дни и нощи в разточителни пиршества, пиянство и оргии.
Докато императорът се отнася снизходително към подигравките на простолюдието, то към аристокрацията е изключително жесток и отмъстителен – голяма част от патрициите и конниците започва да подозира като съзаклятници и зложелатели. Сенаторът Пизон скроява заговор срещу Нерон, но конспирацията се разкрива и много от заподозрените са избити или принудени да се самоубият (65 г.). Императорският терор и деспотизъм започва да се усеща особено силно след разкриването на този заговор, включващ лица от най-близкото обкръжение на цезаря. Изчезват цели знатни семейства, които са избити, заточени или поробени.
В 64 г., в Италия се разразява чумна епидемия, а Рим е почти унищожен от невиждан дотогава градски пожар, след който започват първите гонения на християни.

### Големият пожар в Рим
В нощта на 18 срещу 19 юли 64 г. започва един от най-страшните пожари в историята на Рим. До сутринта пламъците обхващат голяма част от града, вземайки безбройни човешки жертви. В пожара изгарят напълно 4 от 14-те района на града, а още 7 са значително пострадали.
В редица източници се споменава, че при започването на пожара Нерон се намирал във вила в околностите на Рим, откъдето, в момент на артистично вдъхновение, той възпявал бедствието, съчинявайки и декламирайки епически поеми за гибелта на Троя. Светоний твърди, че според някои слухове инициатор на пожара е самият Нерон, а и че в двора са видени подпалвачи с факли, твърдящи че действат по заповед на цезаря.
Съвременните историци са по-склонни да вярват на описанието на събитията, дадено от Тацит, очевидец на пожара, по чието време е бил дете. Той опровергава слуховете на такова поведение на Нерон. По неговите думи, Нерон незабавно се отправя към Рим и за своя сметка организира спасителни групи за спасяване на града и хората.
Нерон се опитва да ограничи нещастието: отваря за останалите без покрив хора своите дворци, предприема всички необходими мерки за снабдяването на града с храна и спасяването на оцелелите от гладна смърт. Разработва и нов план за строителството на града. В него предвижда минимално разстояние между къщите, минимална ширина на новите улици. Разпорежда да се строят само каменни сгради, а също така новите къщи да се строят така, че главният вход да е откъм улицата, а не към дворове и градини.
За да се възстанови града, са нужни много средства и затова провинциите на империята са обложени с еднократен данък, което позволява в сравнително кратки срокове да се построи столицата наново. В памет на пожара Нерон започва да строи нов дворец – „Златния дворец на Нерон“. Дворецът така и не е довършен, но дори започнатото впечатлявало: комплекс от здания, според различните данни, разположени на площ от 40 до 120 хектара.

### Гонения срещу християните
В същото време в Рим започват първите гонения на последователи на новата религия – християнството. Основно поддръжници на християнството по това време са предимно роби или освобожденци (либертини), а също и представители на нисшите слоеве на обществото, които са защитавани от Нерон по време на първите години в неговото управление. Въпреки че поклонението към новия бог не е забранено официално, сектата постепенно буди обществените подозрения, поради тайните събирания и отрицателното отношение на християните към другите религии, включително и възприетото почитане на държавния и императорския култ.
Тъй като след големия пожар в 64 г. Нерон е набеден от мълвата за подпалвач, той спешно се нуждае от виновници, които да поемат вината за бедствието. За отговорни за пожара са посочени християните. След като християните са обвинени в подпалването на града, в Рим тръгва вълна от убийства, погроми и арести. Някои биват хвърлени на диви зверове, други, намазани със смола, са запалени живи, за да служат като факли на едно празненство в Нероновите градини.  Така започва първото преследване на християните (64 – 68).

### Заговор на Пизон
Сенаторите помнят, че през 54 г., получавайки властта, Нерон им обещава почти такива привилегии, каквито са имали по времето на Републиката. Постепенно обаче императорът ги игнорира и съсредоточава все повече власт в ръцете си.
През 65 г. недоволството им се материализира в заговор, чиято ключова фигура се явява Гай Калпурний Пизон – знаменит политик, оратор, меценат. Помагат му Субрий Флавий и Сулпиций Аспер, трибун и центурион на преторианската гвардия. Според Тацит много от конспираторите искат да възстановят Републиката.
Заговорът е разкрит и много заговорници са избити или принудени да се самоубият. Сред тях са известният интелектуалец Петроний, моралистът стоик Тразея, военачалникът Корбулон, и поетът Лукан. Бившият съветник на Нерон, Сенека, е накаран да се самоубие заради подозрение, че е участвал в заговора.
След разкриването на заговора за Пизон, Нерон става още по-подозрителен и все повече се отдалечава от реалността и управлението на държавата, възлагайки повечето отговорности на своите приближени.

### Последни години
През 65 г., на фона на зачестяващите злополучия, Нерон провежда за втори път грандиозния фестивал Квинквиналия Нерония (лат. Quinquennialia Neronia) (първият е през 60 г.). Той се съсредоточава върху своите поетически и спортни постижения, вземайки участие в различни конкурси и състезания. Така Нерон се отправя на пътуване в Гърция и планира да се прояви на Олимпийските игри през 67 г.
През 66 г. в Юдея избухва значимо въстание срещу римската власт, което така и не е потушено до края на Нероновото управление, въпреки че там е изпратен енергичният пълководец Веспасиан. В същото време императорът се наслаждава на пътешествието си в Гърция, където изнася представления като артист под аплодисментите на наета публика, участва в Олимпийските игри и получава с подкуп всички награди, а накрая триумфално се завръща в Рим, начело на пищна процесия, управлявайки десетки коне, впрегнати в колесница. След това той прекарва повечето си време в неспирни оргии, които през 67 – 68 г. достигат невиждан размах и продължават по няколко дни.
В знак на благодарност и благоразположение императорът гарантира на провинция Елада частична независимост и прави големи дарения на градовете. Планира построяването на канал през Коринтския провлак, но този проект не е завършен.
Възстановяването на Рим след пожара, преодоляването на последствията от чумата, разточителните празненства и дарения, строителството на нов дворец, наречен „Златния дом“, и канала в Гърция поставят на изпитание държавната икономика. Финансовите затруднения стават причина правителството да намали сребърното съдържание на издаваните монети. Провинциите са изтощени и това води до началото на въстания в Юдея и Галия. Освен всичко друго, скандалното поведение, разпуснатият произвол и тиранията на Нерон и неговата клика, предизвикват съпротива сред управляващите кръгове на Рим. Говорело се, че смятал да прекръсти изгорелия Рим на „Нерополис“, в своя чест, както и да преименува месец април на „нероней“.

## Сваляне от власт
През март 68 г. наместникът на Лугдунска Галия Гай Юлий Виндекс, недоволен от икономическата политика на Нерон и данъците, наложени на провинциите, организира своите легиони срещу императора. Да потуши въстанието е поръчано на наместника на Горна Германия Луций Вергиний Руф. Виндекс разбира, че самостоятелно няма да се справи с войските на Руф и затова призовава на помощ популярния сред войниците наместник на Тараконска Испания, Сервий Сулпиций Галба, предлагайки му да се обяви за император. При тези условия Галба подкрепя въстанието и след като легионите, намиращи се в Испания и Галия, го провъзгласяват за император, тръгва да обедини силите си с тези на Виндекс. Опитът му се оказва неуспешен.
Решен да изчака развоя на събитията, Вергиний Руф не бърза да действа срещу Виндекс. Въпреки това през май 68 г. неговата войска, разположена на лагер при Везонцион (съвр. Безансон, Франция), самоволно напада легионите на Виндекс и лесно ги побеждава. Самият Виндекс се самоубива. Остатъците от легионите на метежниците успяват да избягат и се присъединяват към Галба. Войската на Вергиний Руф иска да провъзгласи своя предводител за император, но Руф продължава да изчаква. В края на краищата той пропуска армията на Галба, тръгваща към Рим, като обявява, че поверява себе си и своите легиони в ръцете на Сената.
В Северна Африка също избухва бунт, начело с губернатора Клодий Мацер, който формира свой легион и се обявява срещу Нерон.
Докато в началото Нерон пренебрегва бунтовете и се отнася с насмешка към узурпаторите, пред нарастващата опасност действията му стават все по-объркани. Той не предприема почти нищо сериозно срещу враговете си, продължава дворцовия живот на развлечения и само от време на време избухва в пристъпи на гняв и паника. Твърди, че ако бъде свален, ще избяга на изток при партите и ще се прехранва като обикновен музикант. Смята, съгласно предсказанията, че отново ще се върне на трона и ще управлява дълго.
Въпреки че Сенатът обявява Галба за враг на народа, популярността му расте. На негова страна застава и вторият префект на преторианците – Нимфидий Сабин, както и голяма част от гвардейците. В това време легионите на Галба продължават своя поход към Рим. Нерон напуска столицата и се отправя към Остия с надеждата, че ще успее да събере флот и армия във верните му източни провинции. Когато преторианците научават, че императорът смята да избяга в Египет, те открито го изоставят и спират да се подчиняват на нарежданията му. Тигелин също подкрепя каузата на Галба. Дните на Нерон са преброени. Под натиска на преторианската гвардия Сенатът тихомълком осъжда Нерон на смърт.

### Последни часове
Нерон се връща в Рим в двореца на Палатин и установява, че няма охрана. Вечеря и ляга да спи. Събуждайки се около полунощ, той изпраща до всички, обичайно участващи с него в дворцовите оргии, покани за двореца. Никой не откликва. Нерон тръгва из стаите на двореца, но той е пуст. Започва да търси войник или гладиатор, който да го убие с меч, но в двореца са само робите. Крещейки „Нямам ли приятели, нито врагове?“ той изскача от двореца с мисълта да се хвърли в Тибър, но не му достигат сили.
Връщайки се в двореца, намира там свой бивш роб, който посъветвал да се отправят към извънградска вила на 4 мили от града. В компанията на четири предани слуги Нерон се добира до вилата и нарежда на слугите да изкопаят гроб за него. Скоро идва куриер с вестта, че Сенатът е обявил Нерон за враг на народа и възнамерява да го предаде за публична смърт. Нерон се приготвя за самоубийство, но волята отново не му достига. Суетно възкликва: „Какъв велик артист умира!“ (на латински: Qualis artifex pereo), след което многократно повтаря фразата и моли един от слугите да го убие с кинжал.
Скоро чуват звук от копита и разбирайки, че идват да го арестуват, Нерон произнася строфата от Илиада „звук на коне вихроноги до моите уши се донася“, и с помощта на своя секретар Епафродит си прерязва гърлото. Когато конниците влизат във вилата, виждат лежащия в кръв император, който е все още жив. Един от конниците се опитва да спре кръвотечението, но е късно. С думите „Ето я – верността“, Нерон умира.

## След смъртта на Нерон
Позволение за погребване на тялото на императора получава Икел – бивш роб и клиент на Галба. Никой не иска да се занимава с погребение на бившия император. Разбирайки за това, неговата бивша любовница Акте и неговите дойки Еклога и Александрия, обличат останките му в бели дрехи и ги изгарят. Прахът му поставят в родовата гробницата на Домициите (съвр. Пинций в Рим).
Според Светоний и Дион Касий, римляните приветстват смъртта на Нерон. Тацит твърди, че Сенатът и висшите класи са доволни от смъртта на императора, а нисшите класи обратно – опечалени от този обрат на събитията. В източните провинции оплакват смъртта на императора още дълго време, за което Веспасиан пише в писмата си до Аполоний Тиански.
Името на Нерон е изтрито от няколко монумента, а под много негови изображения са поставени други имена. Няма сведения, че към паметта на Нерон е приложено Damnatio memoriae.
С Нерон завършва Юлиево-Клавдиевата династия. Четирима претенденти за императорското място започват гражданска война, която продължава през цялата следваща година. Двама от тях, Отон и Вителий, в своите речи обещават на римляните продължение на политическия и икономически курс, който е водил Нерон. В самия край на 69 г. войската на командващия източните легиони Веспасиан разбива силите на Вителий при Кремона, след което Веспасиан отива в Рим, където на 1 юли е провъзгласен за император, основавайки нова династия – тази на Флавиите.
Смъртта на Нерон намира отражение в цялата следваща история на Римската държава. Създаден е прецедент – следващ император може да не е потомък на предишен и даже въобще може да не е свързан с него чрез родствени връзки. По време на гражданските войни през 69 г. са появяват няколко лъже-Нерони. Освен това по време на управлението на Галба, виждайки че властта на императора е нестабилна, Нимфидий Сабин решава да си опита късмета и се обявява за син на Калигула. Последният от лъже-Нероните е убит 20 години след смъртта на императора – по време на управлението на Домициан. Въобще фигурата на императора остава популярна и обсъждана в Рим дълги години. Аврелий Августин пише, че легенди за връщането на Нерон се разказвали почти три столетия след смъртта му.

## Титли
През 55 г. получава допълнително титлите върховен понтифик (лат. pontifex maximus) и Баща на Отечеството (pater patriae).
От края на 66 г., след короноването на Тиридат I, носи и титлата император (imperator).
Заема длъжността консул (през 55, 57, 58, 60, 68 г).
Пълният му титул към момента на смъртта му е:
на латински: Imperator Nero Claudius Caesar Augustus Germanicus, pontifex maximus, tribuniciae potestatis XIV, imperator XIII, Cconsul V, pater patriae.
(Император Нерон Клавдий Цезар Август Германик, върховен понтифик, натоварен с властта на народен трибун за 14 път, провъзгласен за император 13 пъти, консул 5 пъти, Баща на Отечеството).

## Личността на Нерон

### Семейство и любовни връзки
На 21 януари 63 г. на Нерон му се ражда дъщеря – Клавдия Августа. Императорът я боготвори, но четири месеца след раждането си момичето умира. След смъртта си е обожествена и в нейна чест са построени храмове, в които жреците се покланят на божествената Клавдия Августа.
През 65 г. Попея отново забременява, но по време на семейна разпра Нерон удря жена си с крак в корема, което води до спонтанен аборт и нейната смърт. Тялото на Попея е балсамирано и погребано в мавзолей, а тя е обожествена. През 66 г. Нерон се жени за Стацилия Месалина. Тя става любовница на Нерон след смъртта на Попея, докато е омъжена за Марк Юлий Вестин Атик. Императорът принуждава Вестин Атик да се самоубие и се жени за Стацилия.
Източниците споменават и други многочислени любовници на Нерон от всякакъв пол. Въпреки че много императори от династията са известни с хомосексуалните си връзки, Нерон е първият, който празнува сватби със своите любовници, пресъздавайки театрализирана пародия на римския ритуал. С евнуха Спор той прави сватба, след която се облича като императрица. В сватба с бившия роб Питагор (Светоний го нарича Дорифор) Нерон изпълнявал „ролята“ на жена.

### Външен вид
Относно външния му вид, Светоний го описва така: „Бил среден на ръст, с тяло на петна и с лоша миризма, коса светлоруса, лице по-скоро хубаво, отколкото привлекателно, очи сивосини и късогледи, дебел врат, изпъкнал корем, съвсем тънки крака; ...външният вид и облеклото му били съвсем непристойни: косата си носел винаги накъдрена и на етажи, а по време на пътуването в Ахея дори я пуснал на тила; често излизал вън по домашна дреха, с кърпичка около врата, бос и без пояс“.

### Творчеството на Нерон
Нерон обича да пее, да съчинява пиеси и стихове. Наслаждава се на участие в съревнования на поетите, а също и на спортни състезания с колесници. Тацит, осъждайки го, отбелязва, че похвалното слово, произнесено от Нерон при погребението на Клавдий, всъщност е съчинено от Сенека. Светоний казва, че в ръкописите на неговите поеми имало немалко поправки. Дълго време Нерон работи над епическа поема за гибелта на Троя.
Запазени са няколко фрагмента от негови произведения.
Неговите музикални опити обикновено ставали по време на пировете на Палатин. Веднъж след уверенията на придворните му в неговия талант, през 64 г., Нерон за първи път излиза публично в Неапол. Светоний твърди, че непосредствено след изпълнението на Нерон силно земетресение сринало театъра, в който пял. Оттогава нататък, той участва практически във всички поетически и музикални конкурси и неизменно „побеждава“. През 65 г. императорът излиза пред цял Рим по време на втория фестивал „Квинквиналия Нерония“.

### Оценка на управлението и личността му
Личността на Нерон е нееднозначно оценявана от неговите съвременници. Най-подробно изложение се съдържа в книги XIII—XVI от „Анали“ на Тацит (написани в началото на II век) и в съчиненията на Светоний „Дванадесетте цезари“, където освен в биографията на самия Нерон, той се споменава и в биографиите на Калигула, Клавдий, Галба и Веспасиан.
Съвременниците на Нерон, Сенека и Лукан дават прекрасни отзиви за времето на неговото управление.
Йосиф Флавий (края на I век, автор на „Юдейски древности“ и „Юдейската война“) директно пише за манипулиране на фактите от страна на други историци:
| „            | Много писатели са разказвали за Нерон; едни от тях, на които той е оказвал благодеяния, от признателност към него, изопачавали истината, други от ненавист, толкова са лъгали за него, че не заслужават никакво извинение. Впрочем аз не се изненадвам от онези, които съобщават неверни данни за Нерон, защото тези хора не говорят истината, дори по отношение на своите предшественици, въпреки че нямат причина да се отнасят към тях с враждебност и са живели много по-късно от тях. | “ |
| Йосиф Флавий | |   |

Трудовете, споменати от Йосиф Флавий, не са се запазили, но са използвани от Тацит и Светоний, писали по-късно. От съхранените източници, Светоний пише негативно за цялото управление на императора. От друга страна, преживелият описаните събития като дете, Тацит е по-сдържан в критиката си към императора и сам пише:
| „     | Делата на Тиберий и Гай, а също и на Клавдий и Нерон, докато те са били всевластни, са били представяни невярно заради страха от тях, а след смъртта им – под въздействието на още прясната ненавист към тях | “ |
| Тацит | |   |

От друга страна, много антични автори, писали след смъртта на император, се изказват много ласкаво за управлението му и говорят с предубедено отношение за него.
Дион Хрисостом пише, че римляните са били щастливи по време на Нерон и биха желали, той да управлява вечно.
Плиний Стари, обратното, нарича Нерон „враг на човечеството“.
Описанието на управлението на Нерон от историка от 3. век, Дион Касий (книги 61 – 63 от неговата „Римска история“) в голямата си част са загубени, а тези, които са запазени, са променени от Йоан VIII Ксифилин през 11. век.
Нерон остава в историята като един от най-жестоките и самозабравили се тирани и макар винаги да е бил един от най-известните римски императори, това се дължи на лоша слава.
Все пак римският народ и провинциите дълбоко скърбят за смъртта на Нерон и неговият гроб в Рим дълго бива обсипван с цветя. Факт е, че като администратор той облагодетелства простолюдието, за да го спечели на своя страна. Когато никоя от лошите му страсти не бива засегната, Нерон – интелигентен и образован – управлява добре; той облекчава участта на робите и прокарва повече справедливост в законите за освободените роби и за длъжниците.